# Yaniss Lespert
Pour les articles homonymes, voir Lespert.
Yaniss Lespert, né le 2 août 1989, est un acteur français. Il est notamment connu pour avoir tenu le rôle de Christophe Lepic dans la série à succès de France 2 Fais pas ci, fais pas ça.

## Biographie
Yaniss Lespert est le fils du comédien Jean Lespert, né en 1942 à Rosny-sous-Bois et de Farida Azi, une avocate au barreau de Paris d'origine kabyle, née en 1948 à Palestro (aujourd'hui Lakhdaria) en Kabylie. Il est le frère cadet du comédien et réalisateur Jalil Lespert,.
Il est également le cofondateur de l'association Les Castors Fripouille, qui rend visite aux enfants hospitalisés.

## Filmographie

### Télévision
- 1996 : L'Enfant perdu
- 2002 : Tout contre Léo de Christophe Honoré : Marcel
- 2002 : Louis la Brocante, épisode Louis et la grande braderie réalisé par Alain-Michel Blanc : Grégoire
- 2003 : À cran d'Alain Tasma : Gaby
- 2004 : À cran, deux ans après d'Alain Tasma : Gaby
- 2007-2017 : Fais pas ci, fais pas ça (série) : Christophe Lepic
- 2009 : RIS police scientifique, épisode Feu intérieur réalisé par Jérôme Navarro : Christian Da Silva
- 2011: L'Attaque (série) d'Alexandre Pidoux: Mino
- 2013: Cherif épisode Diagnostic : meurtre réalisé par Lionel Olenga : Hugo
- 2017 : On va s'aimer un peu, beaucoup... de Julien Zidi : Romain
- 2019 : Un avion sans elle de Jean-Marc Rudnicki : Marc Vitral
- 2020 : Fais pas ci, fais pas ça : Y aura-t-il Noël à Noël ? de Michel Leclerc : Christophe Lepic
- 2021 : Face à face de July Hygreck et Julien Zidi : Arnaud
- 2022 : Meurtres en Champagne de Dominique Ladoge : Matthieu Delorme
- 2024 : Fais pas ci, fais pas ça : On va marcher sur la Lune d'Alexandre Castagnetti : Christophe Lepic

### Cinéma

#### Longs métrages
- 2003 : Rencontre avec le dragon d'Hélène Angel : Guillaume (jeune)
- 2005 : Le Petit Lieutenant de Xavier Beauvois : Alex Derouère, le frère d'Antoine
- 2012 : À l'aveugle de Xavier Palud : Dominique
- 2012 : Le Prénom de Matthieu Delaporte et Alexandre de La Patellière : le livreur de pizza (Jean-Jacques)
- 2017 : Un profil pour deux de Stéphane Robelin : Alex
- 2024 : Karmapolice de Julien Paolini : un collègue

#### Courts métrages
- 2020 : Derrière la Porte[3] de Julien Pestel
- 2019 : JE T’AIM3 - Trilogie de l’amour (Part 3) de Cristobal Diaz
- 2017 : Le Chant des cigales de Samuel Tuleda
- 2014 : Julie d'Adrien Le Fehler
- 2013 : Les Annales de Laurent Dusseaux
- 2013 : Run de Romain Laguna
- 2013 : La Casse de M. Alfred de Jean-Emmanuel Godart (Palme d'Or Mexico Film Festival 2014)
- 2012 : D'excellents Français d'Akito Dumora
- 2010 : Welcom Jeanine de Jean-Michel Fete
- 2009 : Le Détour de Cristina Ciuffi (Sélectionné au Festival international du court métrage de Clermont-Ferrand 2010)
- 2002 : Psykorama de Laurent Platieu
- 2000 : Les Éléphants de la planète Mars de Philippe Barasat
- 2000 : Ces jours heureux d'Olivier Nakache et Éric Toledano

### Clips
- 2012 : Carbon Kevlar : Coco Shaker (également producteur)
- 2012 : Stuck in the Sound : Tender (également producteur), réalisation Jalil Lespert

### Radio
- 2010 : publicité pour le Ministère de la Santé
- 2010 : publicité pour Senseo